# Marian Uzdowski
Marian Witosław Uzdowski (ur. 9 stycznia 1890 w Warszawie, zm. ?) – oficer carskiej gwardii i wywiadu wojskowego WP (mjr), polski urzędnik konsularny.

## Życiorys
Syn Szczepana i Amelii Grabowieckiej. Absolwent szkół rosyjskich. Służba w Armii Carskiej. Członek Związku Wojskowych Polaków w Piotrogrodzie (Союз польских военнoслужащих в Петрограде) w którym redagował organ prasowy „Czyn” (1918). Legionista, uczestnik wojny polsko-bolszewickiej 1920, w której pełnił funkcję oficera łącznikowego Józefa Piłsudskiego przy sztabie Petlury. Służba w organach wywiadu Wojska Polskiego. W 1929 rozpoczął pracę w polskiej służbie zagranicznej, w której na osobiste życzenie Piłsudskiego kierował w randze konsula konsulatem RP w Kiszyniowie (1929–1933), potem konsula/konsula gen. konsulatem w Czerniowcach (1933–1939).

## Ordery i odznaczenia
- Krzyż Niepodległości (6 czerwca 1931)[3]
- Złoty Krzyż Zasługi (9 listopada 1931)[4]
- Medal Pamiątkowy za Wojnę1918–1921
- Medal Dziesięciolecia Odzyskanej Niepodległości
- Medal Międzysojuszniczy

## Prace własne
- Afganistan na tle współzawodnictwa rosyjsko-angielskiego, Instytut Wschodni Warszawa 1928, 72 s.